# Chemins de fer du Creusot
Le Chemin de Fer du Creusot (CFC) est une association régie par la loi de 1901 composée de passionnés du chemin de fer d'autrefois. Elle est basée au Creusot dans le département de la Saône-et-Loire.
Son objectif est de préserver et restaurer du matériel ferroviaire historique pour circuler occasionnellement sur le réseau ferré national.

## Activités de l'association

### Trains spéciaux
La CFC propose quelques voyages par an sur le réseau ferré national (au départ de la gare du Creusot), au moyen d'une rame voyageurs historique homogène avec la locomotive à vapeur 241 P 17,,,.
En aout 2011 une fuite de vapeur se produit lors d'une halte technique à Saint-Baldoph (Savoie), lors d'un voyage entre Le Creusot et Aix-les-Bains ; huit bénévoles de l'Association sont blessés dont un, grièvement brulé, est évacué en hélicoptère à Lyon.

## Affiliation
L'association fait partie de l'UNECTO.

## Les collections (voie normale)
Les listes suivantes ne sont pas exhaustives et devront être complétées ou actualisées au fil du temps (dernière actualisation en janvier 2025).

### Locomotives à vapeur
| Matricule                         | Constructeur et date   | État actuel    | Origine et informations techniques | Photo |
| --------------------------------- | ---------------------- | -------------- | --- | ----- |
| 241 P 17 (et son tender 34-P-325) | Schneider et Cie, 1947 | Opérationnelle | - numéro constructeur : 4915 - 27,11 m, 120,15 t (131,4 t en ordre de marche), vitesse maximum : 120 km/h (4000 ch) - timbre chaudière : 20 kg/cm² - capacité de la soute à charbon (Tender) : 12 t - capacité de la soute à eau (Tender) : 34 000 L (34 m3) - distribution : Walschaerts à tiroirs cylindriques - apte à circuler sur le réseau ferré national - Classé MH (1990) - affectée initialement à Lyon (1950), remisée au Mans (1969), réhabilitée par l'Association en 2006. |       |
| 030T Schneider (no 2566)          | Schneider et Cie, 1894 | Hors-service   | - 00,00 m, 00 t, vitesse maximum : 00 km/h. - Type : 119 - Distribution : Stephenson à tiroirs plans - Nom : Sainte-Zélie |       |

### Locomotives électriques
| Matricule     | Constructeur et date                            | État actuel  | Origine et informations techniques | Photo |
| ------------- | ----------------------------------------------- | ------------ | --- | ----- |
| SNCF BB 12069 | Société des Forges et Ateliers du Creusot, 1957 | Hors-service | - 15,2 m, 81,3 t, vitesse maximum : 120 km/h. - puissance : 3358 ch (2470 kw) - tension : 25 kv 50 Hz - surnom de la série : fer à repasser - Radiée le 1 juin 1999 |       |

### Locotracteurs de manœuvre
| Matricule        | Constructeur et date                                  | État actuel    | Origine et informations techniques                                                                                             | Photo |
| ---------------- | ----------------------------------------------------- | -------------- | --- | ----- |
| CFF Tm 236 316-6 | Constructions Mécaniques S.A. (à Renens Suisse), 1961 | Opérationnelle | - 5,19 m, 10 t, vitesse maximum : 50 km/h. - entraxe : 2,75 m - Radiée le 29 février 1996 - Rejoint les CFC en septembre 2016. |       |

### Voitures à voyageurs et fourgons
L'association possède également quelques voitures et fourgons historiques, afin de constituer une rame homogène avec la locomotive à vapeur 241 P 17.
| Matricule                                                 | Constructeur et date                                         | État actuel                                            | Origine et informations techniques | Photo |
| --------------------------------------------------------- | ------------------------------------------------------------ | ------------------------------------------------------ | --- | ----- |
| PLM modernisée Sud-Est A3c3B5c5myfi 80 87 97-91 637-2 Uas | constructeur et date inconnus                                | Hors-service (en attente d'une restauration complète)  | - 21,9 m, 48 t, vitesse maximum : 000 km/h |       |
| SNCF, voiture DEV Inox B9j 50 87 29-77 016-6              | Carel Fouché, date inconnue                                  |                                                        | - 25,1 m, 39 t, vitesse maximum : 160 km/h. - capacité : 72 places assises (en 2e classe). - Apte à circuler sur le réseau ferré national. - immatriculation UIC : 55 87 29-77 016-1 F-CFC |       |
| SNCF, voiture DEV Inox B10½tj 50 87 20-77 119-7           | Carel Fouché, 1972                                           |                                                        | - 25,1 m, 38 t, vitesse maximum : 160 km/h. - capacité : 84 places assises (en 2e classe). |       |
| SNCF, voiture DEV Inox B10½tj 50 87 20-77 128-8           | Carel Fouché, date inconnue                                  |                                                        | - 25,1 m, 38 t, vitesse maximum : 160 km/h. - capacité : 84 places assises (en 2e classe). - Apte à circuler sur le réseau ferré national. - immatriculation UIC : 55 87 20-77 128-3 F-CFC |       |
| SNCF, voiture DEV Inox B10½tj 50 87 20-77 130-4           | Carel Fouché, date inconnue                                  |                                                        | - 25,1 m, 38 t, vitesse maximum : 160 km/h. - capacité : 84 places assises (en 2e classe). - Apte à circuler sur le réseau ferré national. - immatriculation UIC : 55 87 20-77 130-9 F-CFC |       |
| SNCF, voiture DEV Inox B10½tj 50 87 20-77 139-5           | Carel Fouché, date inconnue                                  |                                                        | - 25,1 m, 38 t, vitesse maximum : 160 km/h. - capacité : 84 places assises (en 2e classe). - Apte à circuler sur le réseau ferré national. - immatriculation UIC : 55 87 20-77 139-0 F-CFC |       |
| CIWL, voiture-Restaurant 60 87 99-30 107-2                | Constructeur et date inconnus                                | Hors-service (en attente d'une restauration complète). | - immatriculation UIC : 60 87 99-30 107-2 |       |
| SNCF USI A2t2B2t3 50 87 39-77 025-4                       | ateliers de construction du Nord de la France, date inconnue |                                                        | - 25,1 m, 38 t, vitesse maximum : 160 km/h. - capacité : 63 places assises (25 en 1re classe/ 38 en 2e classe). - repeinte dans une livrée rouge fantaisiste en 2016 et utilisée comme voiture-bar. - Apte à circuler sur le réseau ferré national. - immatriculation UIC : 55 87 39-77 025-0 F-CFC |       |
| SNCF UIC-Y A8. .... (et n° individuel)                    | Constructeur et date inconnus                                |                                                        | - 24,5 m, 41 t, vitesse maximum : 160 km/h. - propriété de la SNCF, mise à disposition sous convention. - Apte à circuler sur le réseau ferré national. - immatriculation UIC : 55 87 38-70 361-7                                                                                                   |       |
| SNCF UIC-Y A4B5 50 87 39-70 446-0                         | Constructeur et date inconnus                                |                                                        | - 24,5 m, 41 t, vitesse maximum : 160 km/h. - Apte à circuler sur le réseau ferré national |       |

### Wagons de marchandises
| Matricule                              | Constructeur et date          | État actuel | Origine et informations techniques | Photo |
| -------------------------------------- | ----------------------------- | ----------- | --- | ----- |
| SNCF Tombereau T30 - 44 87 523 5 000-0 | Constructeur et date inconnus |             | - 10,5 m, 13,36 t, vitesse maximum : 000 km/h. - surface : 24 m2 - chargement : 24,40 t - utilisé pour le transport de charbon pour les circulations vapeur à longue distance. Équipé par l’association d’une grue hydraulique pour faciliter les opérations de chargement/déchargement du charbon - Apte à circuler sur le réseau ferré national - immatriculation UIC : 44 87 523 5 000-0 |       |

## Les collections (voie de 60 cm)
Les listes suivantes ne sont pas exhaustives et devront être complétées ou actualisées au fil du temps (dernière actualisation en avril 2025).

### Locomotives à vapeur
| Matricule                 | Constructeur et date  | État actuel    | Origine et informations techniques                                | Photo |
| ------------------------- | --------------------- | -------------- | ----------------------------------------------------------------- | ----- |
| 040T type Brigadelok (de) | Henschel & Sohn, 1917 | Opérationnelle | - numéro constructeur : 15526 - sablières de Nemours              |       |
| 040T type Brigadelok      | Henschel & Sohn, 1917 | Opérationnelle | - numéro constructeur : 14969 - ex-Chemin de Fer de Saint-Eutrope |       |

### Locotracteurs Diesel
| Matricule | Constructeur et date | État actuel  | Origine et informations techniques                               | Photo |
| --------- | -------------------- | ------------ | ---------------------------------------------------------------- | ----- |
| T 213     | Gmeinder (de), 1938  | Opérationnel | - numéro constructeur : 2301 - ex-Chemin de Fer de Saint-Eutrope |       |
|           | Socofer, 1998        | Opérationnel |                                                                  |       |